# Marcel Brillouin
Pour les articles homonymes, voir Brillouin.
Louis Marcel Brillouin, né à Saint-Martin-lès-Melle (Deux-Sèvres) le 19 décembre 1854 et mort à Paris le 16 juin 1948, est un mathématicien et physicien français.

## Carrière scientifique
Marcel Brillouin naît le 19 décembre 1854 au château de Chaillé, où résident ses parents Louis Georges Brillouin, fils d'un percepteur de Saint-Jean-d'Angély et artiste peintre, et son épouse Marie Andrault.
Premier prix de mathématiques élémentaires du Concours général en 1873 et prix d'honneur de mathématiques spéciales en 1874, Marcel Brillouin entre la même année à l'École normale supérieure (ENS). Licencié ès sciences physiques, il est reçu au concours d'agrégation de sciences physiques de 1877. Il est ensuite préparateur du cours de physique expérimentale au Collège de France de 1877 à 1880 et reçu docteur ès sciences mathématiques en 1880 (Intégration des équations différentielles auxquelles conduit l'étude des phénomènes d'induction dans les circuits dérivés) et docteur ès sciences physiques en 1882 (comparaison des coefficients d'induction).
Il est maître de conférences à Nancy de 1880 à 1882, chargé du cours de physique à la faculté des sciences de Dijon en 1882-1883 puis à Toulouse en 1883, où il devient professeur titulaire en 1884. Maître de conférences de physique à l'ENS de 1887 à 1900, il sera également directeur adjoint du laboratoire de physique de l'ENS et professeur à l'Institut agronomique.
Après avoir été remplaçant puis suppléant de Mascart au Collège de France entre 1887 et 1900, il devient professeur titulaire de la chaire de physique générale et mathématique en novembre 1900. Lors du premier congrès Solvay, en 1911, il est, avec Maurice de Broglie, Paul Langevin, Jean-Baptiste Perrin, Marie Curie et Henri Poincaré, l'un des six physiciens français invités.
Il est élu membre de l'Académie des sciences le 21 novembre 1921.
Marcel Brillouin repose aux côtés de sa famille maternelle au cimetière de Saint-Martin-lès-Melle et de son épouse décédée en 1946.

## Famille
Marcel Brillouin est le gendre d’Éleuthère Mascart et le père de Léon Brillouin, qui sera à son tour professeur de physique théorique au Collège de France, à partir de 1932.

## Distinctions
- Officier de la Légion d'honneur (1923), Chevalier (1902)[3].
- Membre de l'Académie des sciences (1921-1948).
- Membre de la Ligue des droits de l'homme.

## Parcours
- 1873 : Études au Lycée Condorcet.
- 1873 : Premier prix de mathématiques élémentaires au Concours général.
- 1874 : Prix d'honneur de mathématiques spéciales au Concours général.
- 1874 : Élève de l'École normale supérieure.
- Licencié ès sciences mathématiques, puis ès sciences physiques.
- 1877-1880 : Préparateur de cours de physique expérimentale au Collège de France.
- 1877 : Agrégé de sciences physiques.
- 1880-1882 : Maître de conférences de physique à la Faculté des sciences de Nancy.
- 1882 : Docteur ès sciences physiques.
- 1882-1883 : Chargé du cours de physique à la Faculté des sciences de Dijon.
- 1883-1887 : Chargé de cours de physique à la Faculté des sciences de Toulouse.
- 1884 : Professeur titulaire à la Faculté des sciences de Toulouse.
- 1887-1900 : Maître de conférences de physique à l'École normale supérieure.
- 1891-1896 : Professeur suppléant de météorologie d'Émile Duclaux à l'Institut national agronomique.
- 1899-1931 : Professeur suppléant d'Éleuthère Mascart de physique générale et expérimentale au Collège de France.
- 1900 : Professeur de physique générale et mathématique au Collège de France.

## Publications
- Intégration des équations différentielles auxquelles conduit l'étude des phénomènes d'induction dans les circuits dérivés, Paris, Gauthier-Villars, 1880.
- Comparaison des coefficients d'induction, Paris, Gauthier-Villars, 1882.
- Leçons sur l'élasticité et l'acoustique, Toulouse, Labouche, 1885.
- Sur les tuyaux sonores, Paris, 1887.
- Déformations permanentes et thermodynamique, Paris, 1888.
- Principes généraux d'une théorie élastique de la plasticité et de la fragilité des corps solides, Paris,  Gauthier-Villars, 1890.
- Recherches récentes sur diverses questions d'hydrodynamique, exposé des travaux de Hermann von Helmholtz, Gustav Kirchhoff, Lord Kelvin et Lord Rayleigh, Paris, Gauthier-Villars, 1891.
- Régions tempérées, conditions locales de persistance des courants atmosphériques, courants dérivés, origine et translation de certains mouvements cycloniques, Paris, Gauthiers-Villars, 1892.
- Conférences de Lord Kelvin, préfaces et notes, 1893.
- Tensions superficielles et formes cristallines, domaine d'action moléculaire, Paris, Crochard, 1895.
- Origine, variations et perturbations de l'électricité atmosphérique, Paris, 1898.
- Théorie des déformations permanentes des métaux industriels, Paris, Crochard, 1898.
- Théorie moléculaire du frottement des solides polis, Paris, Crochard, 1899.
- Théorie de la diffusion des gaz sans paroi poreuse : propagation du son dans les mélanges, Paris,  Crochard, 1899.
- Lois des variations d'amplitude du balancier des chronomètres, Paris, Chamerot et Renouard, 1899.
- Joseph Bertrand : son enseignement au Collège de France, Paris, Armand Colin, 1901.
- Propagation de l'électricité : histoire et théorie, Paris, 1904.
- Notice sur les travaux scientifiques de Marcel Brillouin, Paris, Gauthier-Villars, 1904.
- Sur la condition de l'état permanent : sur la tendance apparente à l'irréversibilité d'après Gibbs, 1905.
- L'ellipticité du géoïde dans le tunnel du Simplon, Paris, Gauthier-Villars, 1906.
- Leçons sur la viscosité des liquides et des gaz, 2 volumes, Paris, 1906-1907.
- Stabilité des aéroplanes, surface métacentrique, planeurs, Paris, Dunod et Pinat, 1910.
- Surfaces de glissement d'Helmholtz et résistance des fluides, Annales de chimie et de physique, 1911.
- Les problèmes de la physique mathématique et leur solution numérique générale, Paris, Gauthier-Villars, 1915.
- Sur certains problèmes de physique mathématique dans le cas des corps creux, Paris, Gauthier-Villars,  1915.
- Quantité de mouvement et actions mutuelles, Paris, Téqui et Guillonneau, 1915.
- Utilité de la création d'un laboratoire d'essais et de recherches pour l'industrie des instruments de musique, Société d'encouragement pour l'industrie nationale, Paris, 1917.
- Actions héréditaires discontinues et équations différentielles qui en résultent, Toulouse, Privat, 1920.
- Fusion anisotrope : lubrifiants idéaux, Paris, Revue générale de l'électricité, 1920.
- Recherches théoriques sur la plasticité et la fragilité des solides isotropes, Paris, 1921.
- La structure de la matière, rapports et discussions du Congrès Solvay tenu à Bruxelles du 27 au 31 octobre 1913, Institut international de physique Solvay, Paris, Gauthier-Villars, 1921.
- Théorie électrique moderne de l'état solide, Paris, 1922.
- André-Marie Ampère (1775-1836), avec Paul Appell et Louis de Launay, préface de Jules Blondin, Paris, Revue générale de l'électricité, 1922.
- Atome de Bohr, fonction de Lagrange circumnucléaire, Journal de physique, 1922.
- Le livre du cinquantenaire de la Société française de physique, avec Charles Fabry, Paris, Revue d'optique théorique et instrumentale, 1925.
- Essai théorique sur la plasticité des solides, Paris, Masson, 1925.
- De l'hydrodynamique à l'hydraulique : turbulence des gaz et liquides, Paris, Masson, 1927.
- Questions d'électricité atmosphérique, Bologne, Zanichelli, 1928.
- Fresnel et son œuvre (1788-1827), Paris, Masson, 1928.
- Quelques propriétés d'une équation aux dérivées partielles hyperbolique, Paris, Presses universitaires de France, 1930.
- Sur quelques problèmes non résolus de la physique mathématique classique : propagation de la fusion, Paris, Presses universitaires de France, 1931.
- Oscillations d'un liquide pesant dans un bassin cylindrique en rotation, avec Jean Coulomb, Paris,  Gauthier-Villars, 1933.
- Fonctions sphériques. Formules générales de récurrence. Développement des fonctions non antipodes en séries de polynômes de Legendre et de Laplace, Paris, Gauthier-Villars, 1933.
- Jubilé scientifique de Marcel Brillouin, allocutions prononcées à la cérémonie du 17 décembre 1935, Paris,  Gauthier-Villars, 1936.
- Instabilité inévitable d'un liquide pesant qui tourne, sans mouvement relatif, avec un noyau solide qu'il entoure : conséquences océanographiques et géodésiques, Paris, Gauthiers-Villars, 1938.
- Qu'apprend-on de l'intérieur du Globe par les mesures faites à sa surface?, Paris, Institut Henri-Poincaré, 1938.